# 100 films italiens à sauver
100 films italiens à sauver (100 film italiani da salvare) est une initiative qui a pour finalité de mettre en avant 100 pellicules de films qui ont contribué au changement de la mémoire collective de l'Italie entre 1942 et 1978.

## Historique
Le projet a été lancé lors des Journées des auteurs lors de la Mostra de Venise de 2008, avec la collaboration des studios Cinecittà et le soutien du ministère des Biens culturels. 
La liste a été établie par Fabio Ferzetti (critique cinématographique du quotidien Il Messaggero) avec la collaboration de Gianni Amelio, Gian Piero Brunetta (it), Giovanni De Luna (it), Gian Luca Farinelli, Giovanna Grignaffini (it), Paolo Mereghetti, Morando Morandini, Domenico Starnone et Sergio Toffetti,,.
En annexe de la liste sont ajoutés les documentaires de Vittorio De Seta tournés entre 1954 et 1959.

## Liste complète

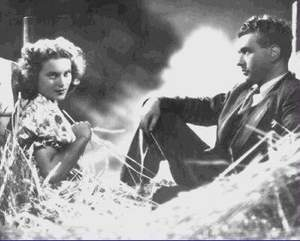
Quatre Pas dans les nuages (1942)

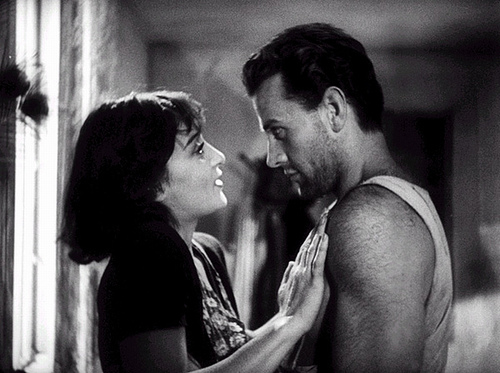
Massimo Girotti et Clara Calamai dans Les Amants diaboliques

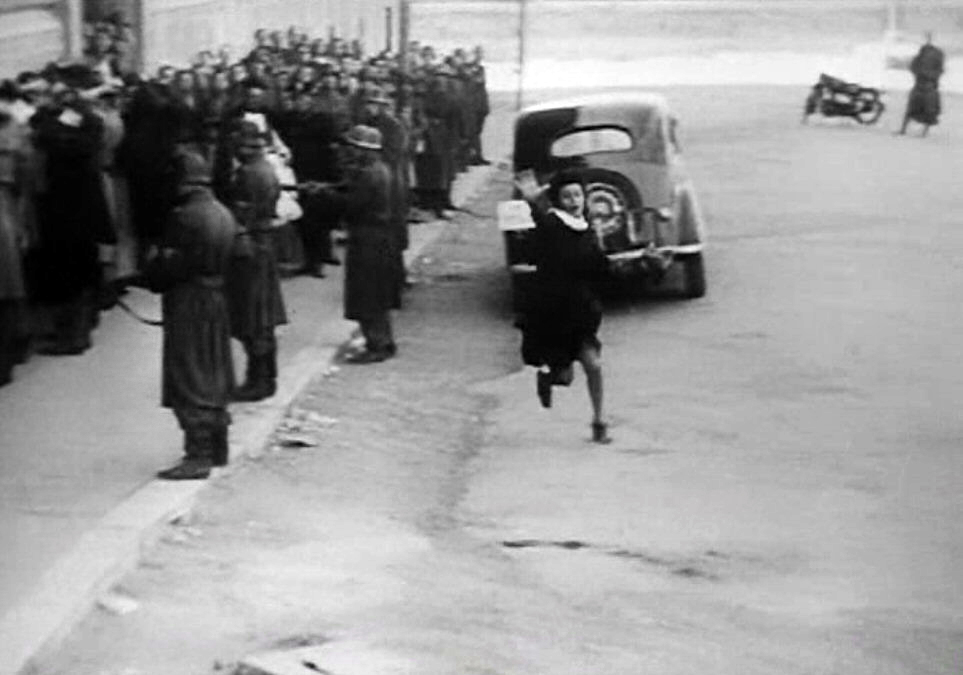
Anna Magnani dans Rome, ville ouverte

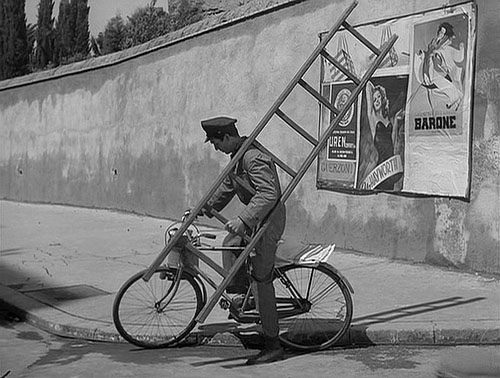
Le Voleur de bicyclette

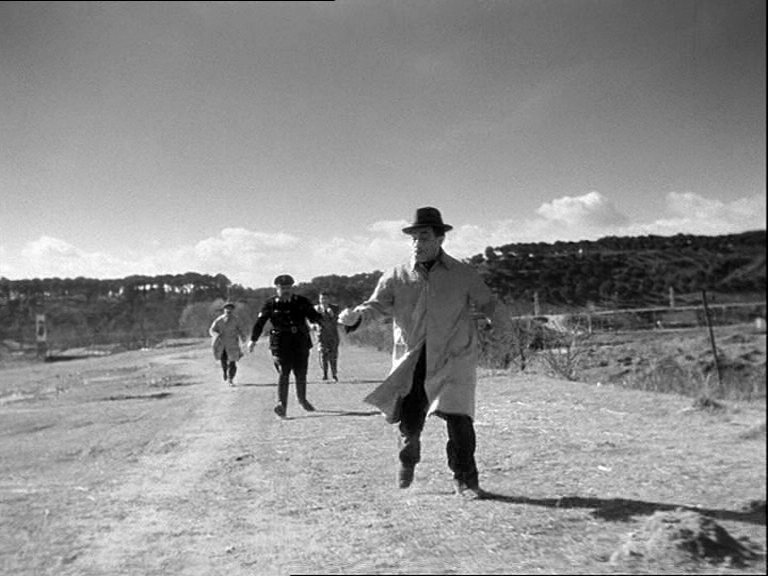
Gendarmes et Voleurs

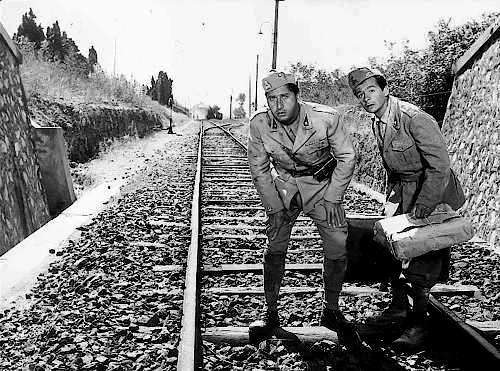
La Grande Pagaille

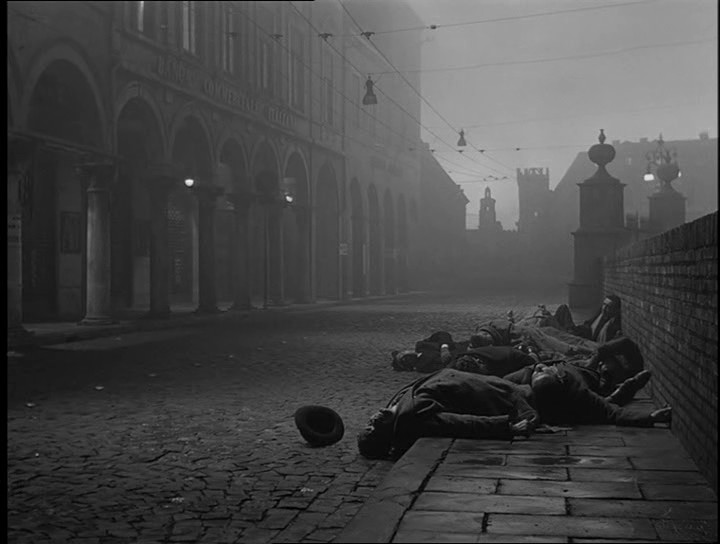
La Longue Nuit de 43

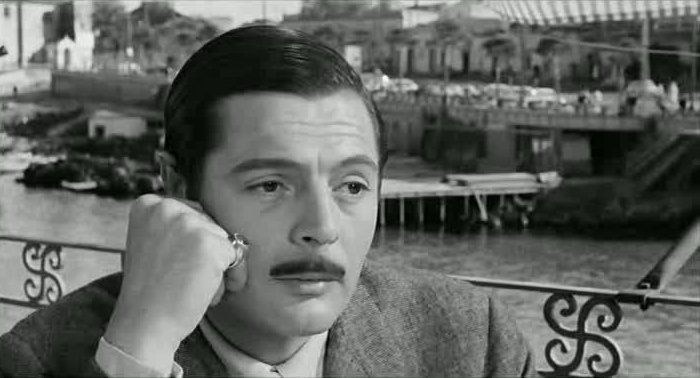
Divorce à l'italienne

Le Fanfaron

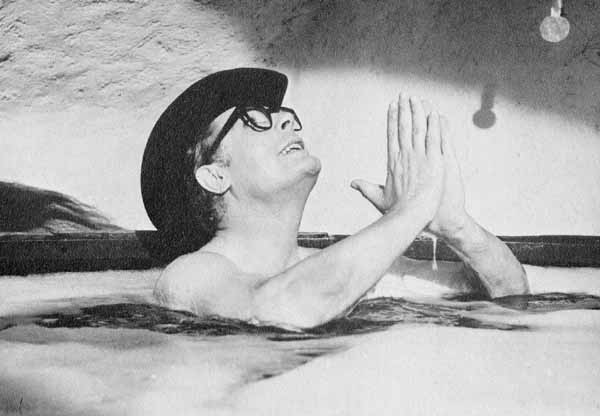
Huit et demi

Des oiseaux, petits et gros (plateau)

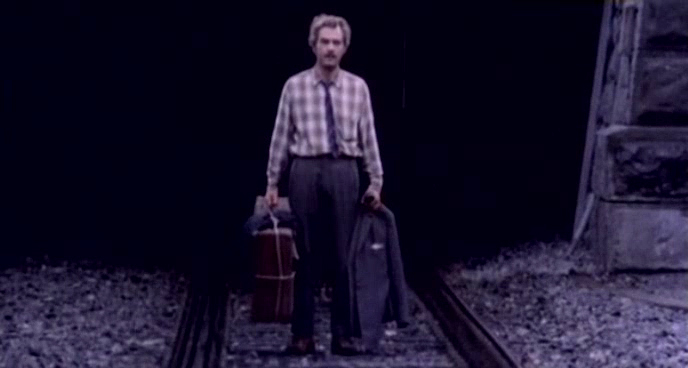
Pain et Chocolat

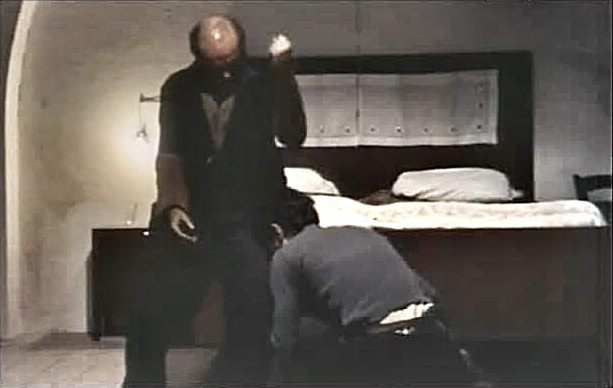
Padre padrone

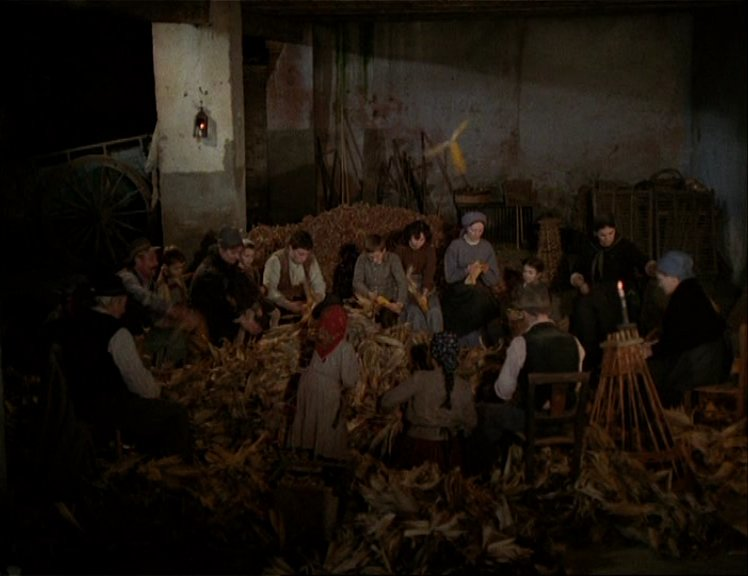
L'Arbre aux sabots

| No  | Titre | Réalisateur                          | Année |
| --- | --- | ------------------------------------ | ----- |
| 1   | Quatre Pas dans les nuages (Quattro passi fra le nuvole)                                                 | Alessandro Blasetti                  | 1942  |
| 2   | Les Amants diaboliques (Ossessione)                                                                      | Luchino Visconti                     | 1943  |
| 3   | Rome, ville ouverte (Roma città aperta)                                                                  | Roberto Rossellini                   | 1945  |
| 4   | Païsa (Paisà)                                                                                            | Roberto Rossellini                   | 1946  |
| 5   | Sciuscià                                                                                                 | Vittorio De Sica                     | 1946  |
| 6   | L'Honorable Angelina (L'onorevole Angelina)                                                              | Luigi Zampa                          | 1947  |
| 7   | Le Voleur de bicyclette (Ladri di biciclette)                                                            | Vittorio De Sica                     | 1948  |
| 8   | La terre tremble (La terra trema)                                                                        | Luchino Visconti                     | 1948  |
| 9   | Riz amer (Riso amaro)                                                                                    | Giuseppe De Santis                   | 1949  |
| 10  | La città dolente                                                                                         | Mario Bonnard                        | 1949  |
| 11  | La Fille des marais (Cielo sulla palude)                                                                 | Augusto Genina                       | 1949  |
| 12  | Stromboli (Stromboli, terra di Dio)                                                                      | Roberto Rossellini                   | 1949  |
| 13  | Le Mensonge d'une mère (Catene)                                                                          | Raffaello Matarazzo                  | 1949  |
| 14  | Le Chemin de l'espérance (Il cammino della speranza)                                                     | Pietro Germi                         | 1950  |
| 15  | Dimanche d'août (Domenica d'agosto)                                                                      | Luciano Emmer                        | 1950  |
| 16  | Chronique d'un amour (Cronaca di un amore)                                                               | Michelangelo Antonioni               | 1950  |
| 17  | Les Feux du music-hall (Luci del varietà)                                                                | Alberto Lattuada et Federico Fellini | 1950  |
| 18  | Sa Majesté monsieur Dupont (Prima comunione)                                                             | Alessandro Blasetti                  | 1950  |
| 19  | Bellissima                                                                                               | Luchino Visconti                     | 1951  |
| 20  | Deux Sous d'espoir (Due soldi di speranza)                                                               | Renato Castellani                    | 1951  |
| 21  | Gendarmes et Voleurs (Guardie e ladri)                                                                   | Mario Monicelli et Steno             | 1951  |
| 22  | Miracle à Milan (Miracolo a Milano)                                                                      | Vittorio De Sica                     | 1951  |
| 23  | La famiglia Passaguai                                                                                    | Aldo Fabrizi                         | 1951  |
| 24  | Umberto D.                                                                                               | Vittorio De Sica                     | 1952  |
| 25  | Europe 51 (Europa '51)                                                                                   | Roberto Rossellini                   | 1952  |
| 26  | Le Cheik blanc (Lo sceicco bianco)                                                                       | Federico Fellini                     | 1952  |
| 27  | Totò en couleurs (Totò a colori)                                                                         | Steno                                | 1952  |
| 28  | Le Petit Monde de don Camillo (Don Camillo)                                                              | Julien Duvivier                      | 1952  |
| 29  | Pain, Amour et Fantaisie (Pane, amore e fantasia)                                                        | Luigi Comencini                      | 1953  |
| 30  | Les Vitelloni (I vitelloni)                                                                              | Federico Fellini                     | 1953  |
| 31  | Napoletani a Milano                                                                                      | Eduardo De Filippo                   | 1953  |
| 32  | La Fièvre de vivre (Febbre di vivere)                                                                    | Claudio Gora                         | 1953  |
| 33  | La Marchande d'amour (La provinciale)                                                                    | Mario Soldati                        | 1953  |
| 34  | Le Carrousel fantastique (Carosello napoletano)                                                          | Ettore Giannini                      | 1953  |
| 35  | Du soleil dans les yeux (Il sole negli occhi)                                                            | Antonio Pietrangeli                  | 1953  |
| 36  | La Pensionnaire (La spiaggia)                                                                            | Alberto Lattuada                     | 1954  |
| 37  | L'Or de Naples (L'oro di Napoli)                                                                         | Vittorio De Sica                     | 1954  |
| 38  | Un Américain à Rome                                                                                      | Steno                                | 1954  |
| 39  | L'Art de se débrouiller (L'arte di arrangiarsi)                                                          | Luigi Zampa                          | 1954  |
| 40  | Senso | Luchino Visconti                     | 1954  |
| 41  | La strada                                                                                                | Federico Fellini                     | 1954  |
| 42  | Femmes libres (Una donna libera)                                                                         | Vittorio Cottafavi                   | 1954  |
| 43  | Les Égarés (Gli sbandati)                                                                                | Francesco Maselli                    | 1955  |
| 44  | Un héros de notre temps (Un eroe dei nostri tempi)                                                       | Mario Monicelli                      | 1955  |
| 45  | Pauvres mais beaux (Poveri ma belli)                                                                     | Dino Risi                            | 1956  |
| 46  | Le Cri (Il grido)                                                                                        | Michelangelo Antonioni               | 1957  |
| 47  | Les Nuits de Cabiria (Le notti di Cabiria)                                                               | Federico Fellini                     | 1957  |
| 48  | Le Pigeon (I soliti ignoti)                                                                              | Mario Monicelli                      | 1958  |
| 49  | Débrouillez-vous !                                                                                       | Mauro Bolognini                      | 1959  |
| 50  | La Grande Guerre (La grande guerra)                                                                      | Mario Monicelli                      | 1959  |
| 51  | Profession Magliari (I magliari)                                                                         | Francesco Rosi                       | 1959  |
| 52  | La Grande Pagaille (Tutti a casa)                                                                        | Luigi Comencini                      | 1960  |
| 53  | La dolce vita                                                                                            | Federico Fellini                     | 1960  |
| 54  | Rocco et ses frères (Rocco e i suoi fratelli)                                                            | Luchino Visconti                     | 1960  |
| 55  | La Fille à la valise (La ragazza con la valigia)                                                         | Valerio Zurlini                      | 1960  |
| 56  | La Longue Nuit de 43 (La lunga notte del '43)                                                            | Florestano Vancini                   | 1960  |
| 57  | Le Bel Antonio (Il bell'Antonio)                                                                         | Mauro Bolognini                      | 1960  |
| 58  | Une vie difficile (Una vita difficile)                                                                   | Dino Risi                            | 1961  |
| 59  | Divorce à l'italienne (Divorzio all'italiana)                                                            | Pietro Germi                         | 1961  |
| 60  | L'Emploi (Il posto)                                                                                      | Ermanno Olmi                         | 1961  |
| 61  | Accattone                                                                                                | Pier Paolo Pasolini                  | 1961  |
| 62  | Lions au soleil (Leoni al sole)                                                                          | Vittorio Caprioli                    | 1961  |
| 63  | Le Fanfaron (Il sorpasso)                                                                                | Dino Risi                            | 1962  |
| 64  | Salvatore Giuliano                                                                                       | Francesco Rosi                       | 1962  |
| 65  | L'Éclipse (L'eclisse)                                                                                    | Michelangelo Antonioni               | 1962  |
| 66  | Mafioso                                                                                                  | Alberto Lattuada                     | 1962  |
| 67  | Les Monstres (I mostri)                                                                                  | Dino Risi                            | 1963  |
| 68  | Main basse sur la ville (Le mani sulla città)                                                            | Francesco Rosi                       | 1963  |
| 69  | Huit et demi (Otto e mezzo)                                                                              | Federico Fellini                     | 1963  |
| 70  | Le Guépard (Il Gattopardo)                                                                               | Luchino Visconti                     | 1963  |
| 71  | Le Mari de la femme à barbe (La donna scimmia)                                                           | Marco Ferreri                        | 1963  |
| 72  | Qui travaille est perdu (Chi lavora è perduto)                                                           | Tinto Brass                          | 1963  |
| 73  | La Vie aigre (La vita agra)                                                                              | Carlo Lizzani                        | 1964  |
| 74  | Les Poings dans les poches (I pugni in tasca)                                                            | Marco Bellocchio                     | 1965  |
| 75  | Je la connaissais bien (Io la conoscevo bene)                                                            | Antonio Pietrangeli                  | 1965  |
| 76  | Enquête sur la sexualité (Comizi d'amore)                                                                | Pier Paolo Pasolini                  | 1965  |
| 77  | Ces messieurs dames (Signore & signori)                                                                  | Pietro Germi                         | 1966  |
| 78  | Des oiseaux, petits et gros (Uccellacci e uccellini)                                                     | Pier Paolo Pasolini                  | 1966  |
| 79  | La Bataille d'Alger (La battaglia di Algeri)                                                             | Gillo Pontecorvo                     | 1966  |
| 80  | La Chine est proche (La Cina è vicina)                                                                   | Marco Bellocchio                     | 1967  |
| 81  | Dillinger est mort (Dillinger è morto)                                                                   | Marco Ferreri                        | 1968  |
| 82  | Bandits à Milan (Banditi a Milano)                                                                       | Carlo Lizzani                        | 1968  |
| 83  | Le Gynéco de la mutuelle (Il medico della mutua)                                                         | Luigi Zampa                          | 1968  |
| 84  | Enquête sur un citoyen au-dessus de tout soupçon (Indagine su un cittadino al di sopra di ogni sospetto) | Elio Petri                           | 1970  |
| 85  | Le Conformiste (Il conformista)                                                                          | Bernardo Bertolucci                  | 1970  |
| 86  | L'Audience (L'udienza)                                                                                   | Marco Ferreri                        | 1971  |
| 87  | Diario di un maestro                                                                                     | Vittorio De Seta                     | 1972  |
| 88  | L'Affaire Mattei (Il caso Mattei)                                                                        | Francesco Rosi                       | 1972  |
| 89  | L'Argent de la vieille (Lo scopone scientifico)                                                          | Luigi Comencini                      | 1972  |
| 90  | Au nom du père (Nel nome del padre)                                                                      | Marco Bellocchio                     | 1972  |
| 91  | Amarcord                                                                                                 | Federico Fellini                     | 1973  |
| 92  | Nous nous sommes tant aimés (C'eravamo tanto amati)                                                      | Ettore Scola                         | 1974  |
| 93  | Pain et Chocolat (Pane e cioccolata)                                                                     | Franco Brusati                       | 1974  |
| 94  | Fantozzi                                                                                                 | Luciano Salce                        | 1975  |
| 95  | 1900 (Novecento)                                                                                         | Bernardo Bertolucci                  | 1976  |
| 96  | Cadavres exquis (Cadaveri eccellenti)                                                                    | Francesco Rosi                       | 1976  |
| 97  | Une journée particulière (Una giornata particolare)                                                      | Ettore Scola                         | 1977  |
| 98  | Un bourgeois tout petit petit (Un borghese piccolo piccolo)                                              | Mario Monicelli                      | 1977  |
| 99  | Padre padrone                                                                                            | Paolo et Vittorio Taviani            | 1977  |
| 100 | L'Arbre aux sabots (L'albero degli zoccoli)                                                              | Ermanno Olmi                         | 1978  |